# Alexandre Ghiotti
Alexandre Ghiotti (Caxias do Sul, 10 gennaio 1982) è un giocatore di calcio a 5 brasiliano.

## Carriera
Ultimo roccioso e carismatico, inizia in patria con la squadra della sua città, l'Associação Caxias do Sul de Futsal. Nella stagione 2003-04 passa alla Roma RCB con cui debutta nel campionato di Serie A. La stagione seguente passa al Vico Equense in Serie A2, con cui raggiunge la finale della Coppa Italia di categoria, persa dagli equensi solo ai rigori di cui uno sbagliato proprio da Ghiotti. Dopo alcuni mesi con la maglia del Vesevo sempre in Serie A2, nell'inverno del 2005 passa al Montesilvano dove si tratterrà per sei stagioni. Con i gabbiani vive i suoi anni migliori, vincendo praticamente tutto: Coppa Italia, scudetto e Coppa UEFA. Nel dicembre del 2011 viene ceduto al Kaos con cui retrocede mentre la stagione successiva passa al Pescara. Nel gennaio del 2013 abbandona il campionato italiano per giocare con gli inglesi del Baku United, con cui vince due FA National League, tornando così a disputare la Coppa UEFA. Nel dicembre 2014 fa ritorno nei campionati italiani, accordandosi con l'Isola in Serie A2. Nel 2015-16 si trasferisce al Real Rieti con cui vince la Winter Cup, raggiungendo inoltre la finale dei play-off scudetto. Il 1 luglio 2016 il Pescara annuncia l'ingaggio del giocatore, che fa ritorno nella società a tre anni di distanza.

## Palmarès

### Competizioni nazionali
- Campionato italiano: 1

Montesilvano: 2009-10
- Coppa Italia: 2

Montesilvano: 2006-07
Pescara: 2016-17
- Supercoppa italiana: 1

Pescara: 2016
- Winter Cup: 1

Real Rieti: 2015-16
- Coppa Italia di Serie B: 1
Real San Giuseppe: 2018-19
- FA National League: 2

Baku United: 2012-13, 2013-14

### Competizioni internazionali
- Coppa UEFA: 1

Montesilvano: 2010-11